# Laurentiuskirche in Bergen (Frankfurt-Bergen-Enkheim)

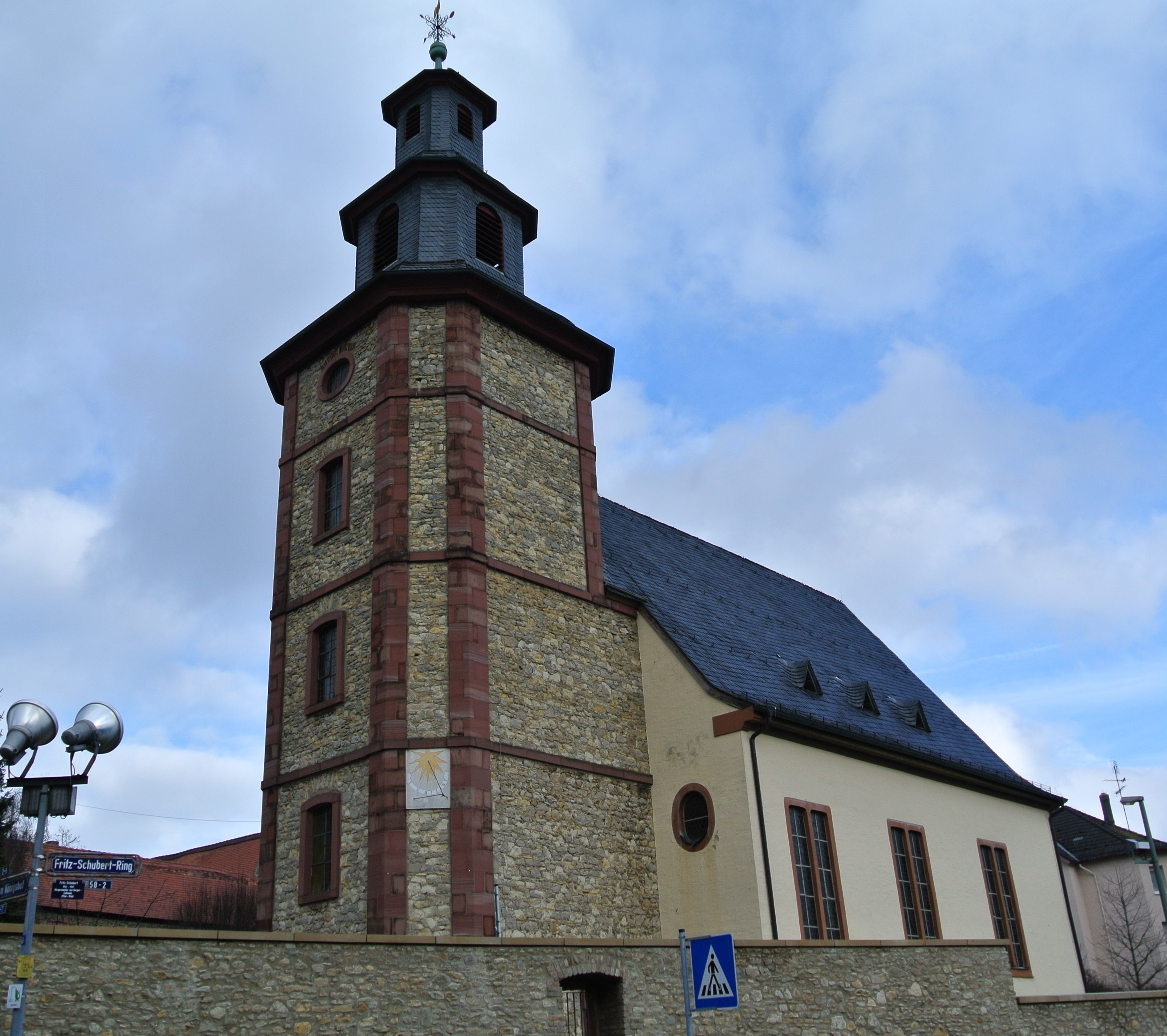
Vom Fritz-Schubert-Ring

Die evangelische Kirche in Bergen, die nach ihrem Namenspatron Laurentiuskirche bezeichnet wird, ist ein barockes Kirchengebäude und ein hessisches Kulturdenkmal in Bergen, dem Stadtteil Bergen-Enkheim von Frankfurt am Main.

## Entstehung und Entwicklung
Im Mittelalter verfügte Bergen über keine selbständige Pfarrei, sondern der Ort gehörte zusammen mit Enkheim und Seckbach zum Kirchspiel der Kirchberger Pfarrei. Sie ist nach der erstmals 1210 erwähnten Kirchberger Kirche benannt. Das gotische, nach historischen Berichten größte Kirchengebäude im Osten Frankfurts wurde etwa Mitte des 18. Jahrhunderts abgebrochen. Die Kirche befand sich auf Seckbacher Gemarkung unweit von Bergen und Enkheim an der heutigen Wilhelmshöher Straße.
In Bergen hatte das Geschlecht der Schelme von Bergen eine eigene Kapelle. Die gotische Hubertuskapelle befand sich ehemals an der Ecke von Marktstraße und Steingasse. Die Schelme schlossen sich der Reformation an und stellten ihre Kapelle zeitweise den lutherischen Christen von Bergen zur Verfügung. Das Gebäude wurde bei einem Brand Mitte des 16. Jahrhunderts zerstört.
Das ursprünglich zur Grafschaft Hanau-Münzenberg gehörende Bergen war seit 1597 reformiert. Die Grafschaft Hanau-Münzenberg fiel 1642 an die Grafschaft Hanau-Lichtenberg, deren Grafen lutherisch waren. Seitdem bildeten sich auch in der Grafschaft Hanau-Münzenberg wieder lutherische Gemeinden. Da sie in Bergen über kein eigenes Gotteshaus verfügten, die Kirchberger und die Enkheimer Kirche aber reformiert blieben, fanden die reformierten Gottesdienste bis zum Bau einer eigenen Kirche im Rathaussaal statt.
Als Bauplatz für die neue Berger Kirche wurde ein Grundstück im sogenannten Königshof innerhalb der ehemaligen Stadtbefestigung ausgesucht. Der Bau der Kirche begann 1683. Am 10. August 1684 wurde sie eingeweiht und dem Heiligen Laurentius gewidmet. Ein provisorischer Turm aus der Entstehungszeit wurde 1741–1743 durch einen 29 Meter hohen Fassadenturm aus Stein ersetzt. Seit der Hanauer Union Anfang des 19. Jahrhunderts war die kirchliche Doppelstruktur mit lutherischer und reformierter Kirche auch in Bergen obsolet. Die Landeskirche war nun uniert.
Bei einer Renovierung im Jahr 1912 wurden die Gebäudemauern an der Traufseite um 50 cm erhöht und die Fenster verändert. Luftangriffe im Rahmen der Luftangriffe auf Frankfurt am Main im März 1944 beschädigten den Bau, der nach Kriegsende wieder instand gesetzt wurde. Von 1960 bis 1962 wurde in unmittelbarer Nachbarschaft ein Gemeindezentrum errichtet, das einen direkten Zugang zur Kirche erhielt. 1966 wurde eine neue Decke eingezogen und die Westempore auf die Höhe der Orgelempore abgesenkt. Der Boden im Altarraum wurde mit Sandstein belegt und der Innenraum erhielt einen neuen Anstrich.
Die Evangelische Kirchengemeinde Bergen-Enkheim gehört als einzige evangelisch-landeskirchliche Gemeinde Frankfurts nicht zur Evangelischen Kirche in Hessen und Nassau, sondern zum Kirchenkreis Hanau der Evangelischen Kirche von Kurhessen-Waldeck.

## Architektur
Die verputzte Barockkirche mit dreiseitigem Chor hat im Westen einen steinsichtigen Fassadenturm mit Haube. Der vierstöckige Turm schließt mit einem schieferverkleideten Helm ab. Das zweistöckige, barockgestufte Turmdach ist mit Kugel, Kreuz und Wetterhahn bekrönt. Das Kirchenschiff mit polygonalem Chorabschluss ist durch sieben Fenster gegliedert. Den Innenraum prägen die dreiseitige Empore und der historische Orgelprospekt im Osten über dem Altar.

## Ausstattung
Die Ausstattung stammt größtenteils aus der Bauzeit. Die Kanzel aus dem Jahr 1684 besteht aus einem Korb, der auf einer Herme lastet, die möglicherweise Moses darstellt. An den drei Chorseiten befindet sich das Ältestengestühl, das aus verzierten Holzvertäfelungen hergestellt wurde.
Der Orgelprospekt mit musizierenden Engeln wurde 1695 geschaffen. 1912 erhielt die Kirche eine Orgel von Ratzmann, die 1967 durch ein Instrument von G. F. Steinmeyer & Co. ersetzt wurde. Diese heute noch vorhandene Orgel umfasst zwei Manuale und 22 Register. Sie wurde 1994 von Andreas Schmidt renoviert und umgebaut.
Die Berger Kirche verfügt über vier Glocken. In beiden Weltkriegen wurden 1917 und 1942 jeweils zwei Glocken beschlagnahmt.
| Nr. | Nominal | Jahr | Gewicht | Spruch | Gießerei             |
| 1   | g1      | 1707 | 622 kg  | Mein Schall nur macht bekannt, wo Gottes Wort zu Hören, fuegt euch in Andacht bey, das Hertz nicht lasst betoeren. Bekennt die hohe Gnad, Gott ruft in Gnadenzeit, sonst reut’s euch, wenn ich ruf zum Grab, zur Ewigkeit | Dilman Schmid, Aßlar |
| 2   | a1      | 1953 | 431 kg  | Vincit + Regnat + Triumphat 1914 + 1939 +1953 | Gebr. Rincker        |
| 3   | c2      | 1953 | 246 kg  | | Gebr. Rincker        |
| 4   | d1      | 1953 |         | Gib uns Deinen Frieden | Gebr. Rincker        |